# Yamasa
Pour l'entreprise, fabricant de sauce, voir Yamasa.
Yamasa Co. (山佐株式会社) est une entreprise japonaise fondée en 1967 qui exerce son activité dans le développement et la commercialisation de machine pour salle d'arcade comme des pachinkos et des pachi-slots, ainsi que des jeux vidéo.

## Produits

### Jeux vidéo
PlayStation
- Yamasa Digi Guide: Faust Data
- Yamasa Digi Guide: Hyper Rush
- Yamasa Digi Guide: M-771
- Yamasa Digi Guide: New Pulsar R
- Yamasa Digi Guide: Umekagetsu
- Yamasa Digi Selection 2
- Yamasa Digi Selection DX
- Yamasa Digi World: Tetra Master

PlayStation 2
- Yamasa Digi World 2: LCD Edition
- Yamasa Digi World 3
- Yamasa Digi World 4
- Yamasa Digi World Series: Matsuri no Tatsujin
- Yamasa Digi World SP
- Yamasa Digi World SP: Moe yo! Kung Fu Lady
- Yamasa Digi World SP: Neo Magic Pulsar XX
- Yamasa Digi World SP: Umi Ichiban R
- Yamasa Digi World: Collaboration SP Pachi-Slot Ridge Racer
- Yamasa Digi World: SP Giant Pulsar

PlayStation 3
- Yamasa Digi World SP: Pachi-Slot Sengoku Musou
- Yamasa Digi World SP: Bounty Killer

PlayStation Portable
- Yamasa Digi Portable
- Yamasa Digi Portable: Matsuri no Tatsujin - Win-Chan no Natsumatsuri

Wii
- Anime Slot Revolution: Pachi-Slot Kidō Senshi Gundam II - Ai Senshi Hen